# Palazzo Carlotti
Palazzo Carlotti è un edificio civile situato all'inizio di corso Cavour a Verona, a pochi passi da porta Borsari. Realizzato nel XVII secolo, è uno dei pochi palazzi in stile barocco della città.

## Storia e descrizione

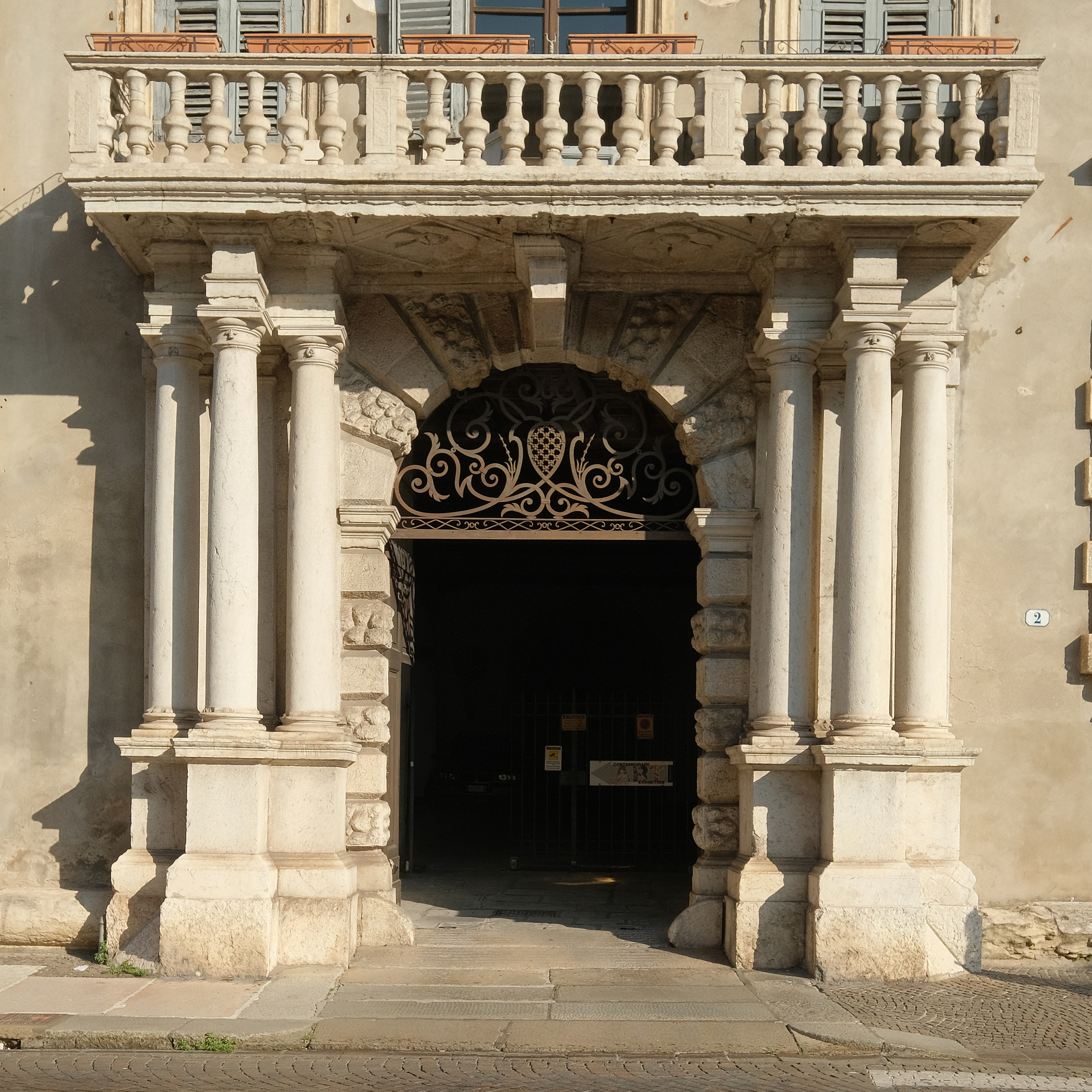
Il portale d'ingresso del palazzo

La famiglia Carlotti, originaria di Garda, doveva abitare nella contrada di San Michele alla Porta già durante il XIV secolo, in modeste abitazioni che furono poi profondamente trasformate in modo da ottenere l'attuale palazzo signorile. La famiglia si distinse in particolare nella carriera militare tra XV e XVI secolo, al servizio della Repubblica di Venezia, ottenendo successivamente anche cariche pubbliche.
La realizzazione del palazzo venne commissionato da Gerolamo Carlotti a Prospero Schiavi intorno al 1665. La fabbrica durò a lungo, anche perché dal nucleo iniziale si estese notevolmente: i fratelli Girolamo e Giulio, infatti, acquistarono nel 1673 e nel 1698 le case attigue, in modo da poter ampliare le dimensioni del palazzo. Nel corso degli anni furono poi decorati gli spazi interni con opere di importanti artisti, per la maggior parte realizzati nel tardo Settecento, in concomitanza ad alcuni più estesi lavori di restauro dell'edificio. Tra i pittori più noti che lavorarono nel palazzo vi furono Francesco Lorenzi e Louis Dorigny.